# John Vanderpant

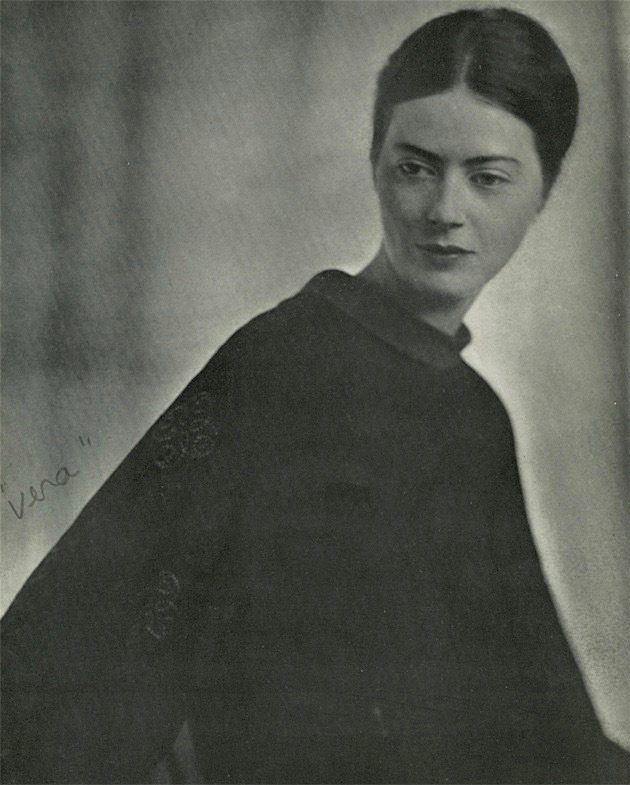
Malířka Vera (Olivia) Weatherbie, 1930

Portrét dvou generací, 1930–1940

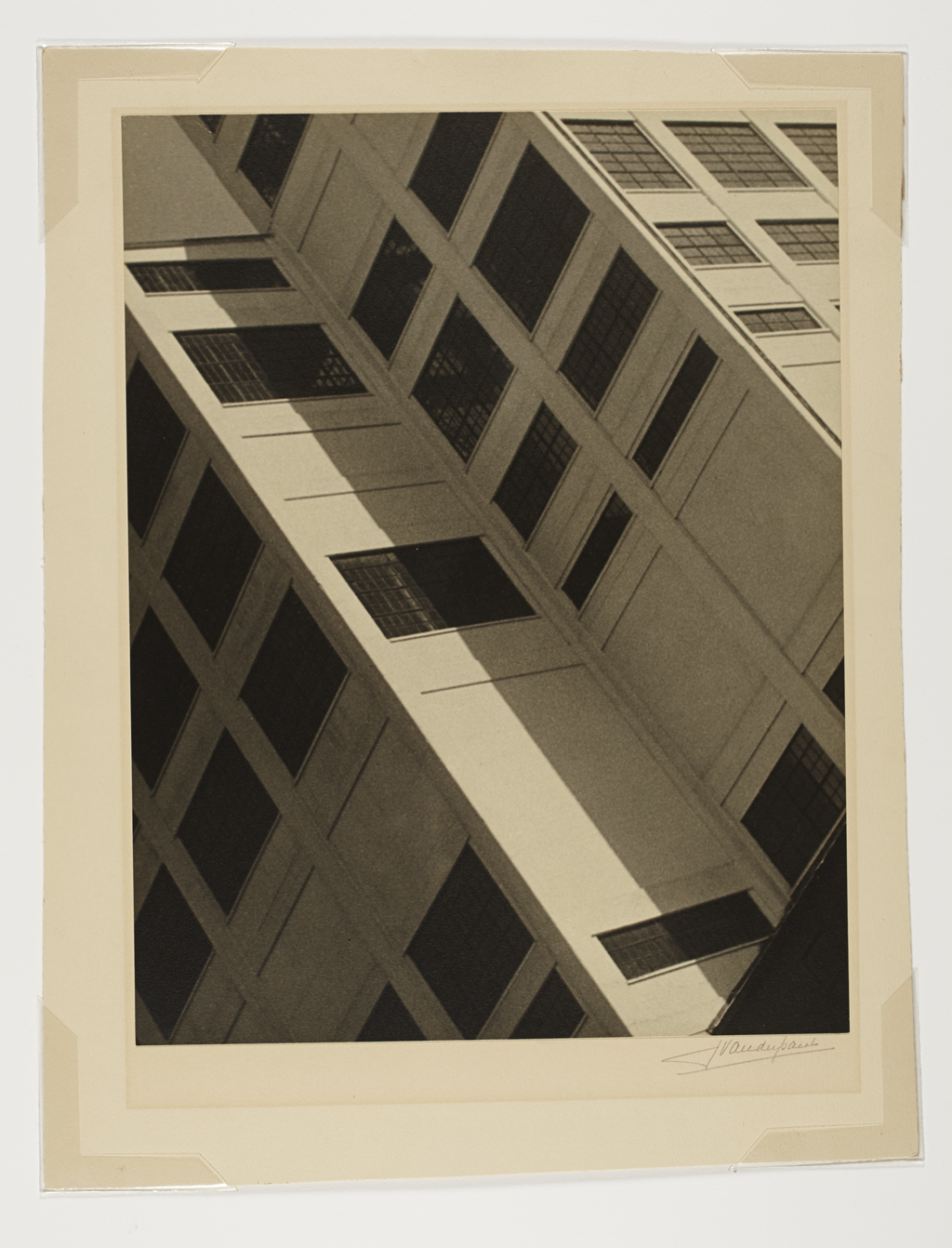
Window Patterns (Okenní mozaika), 1920–1940, bromo-stříbrný tisk, sbírka Art Gallery of Ontario

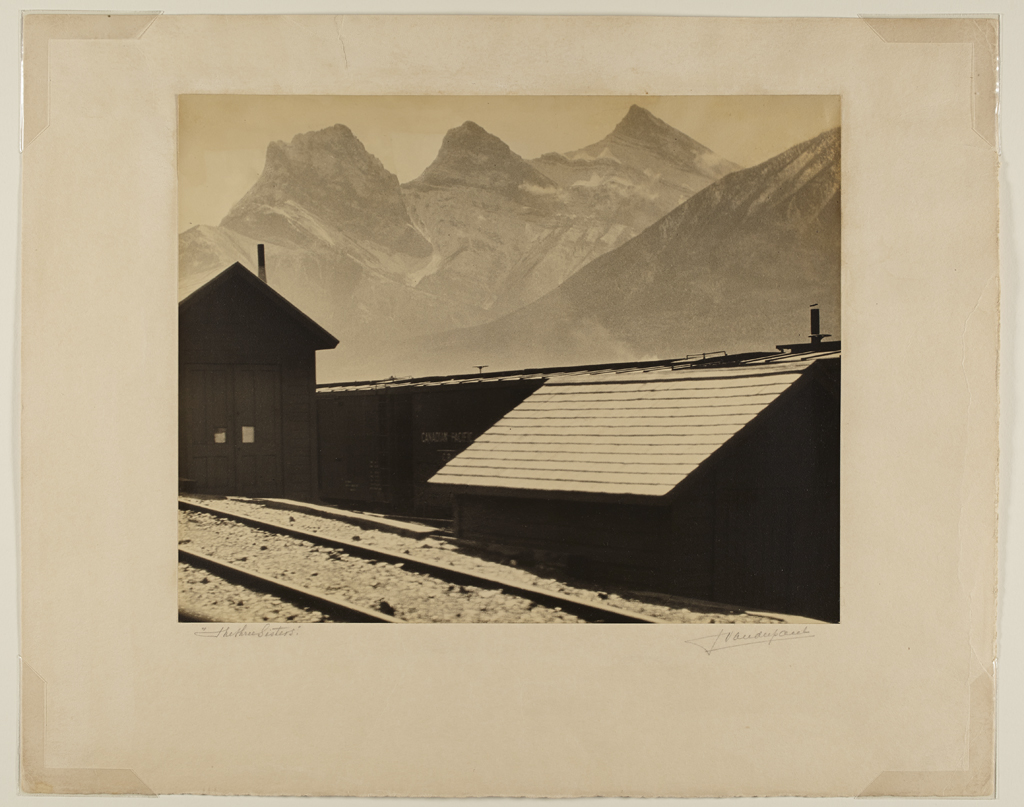
Tři sestry (Three Sisters), 1920–1940, bromo-stříbrný tisk, ze sbírky Art Gallery of Ontario

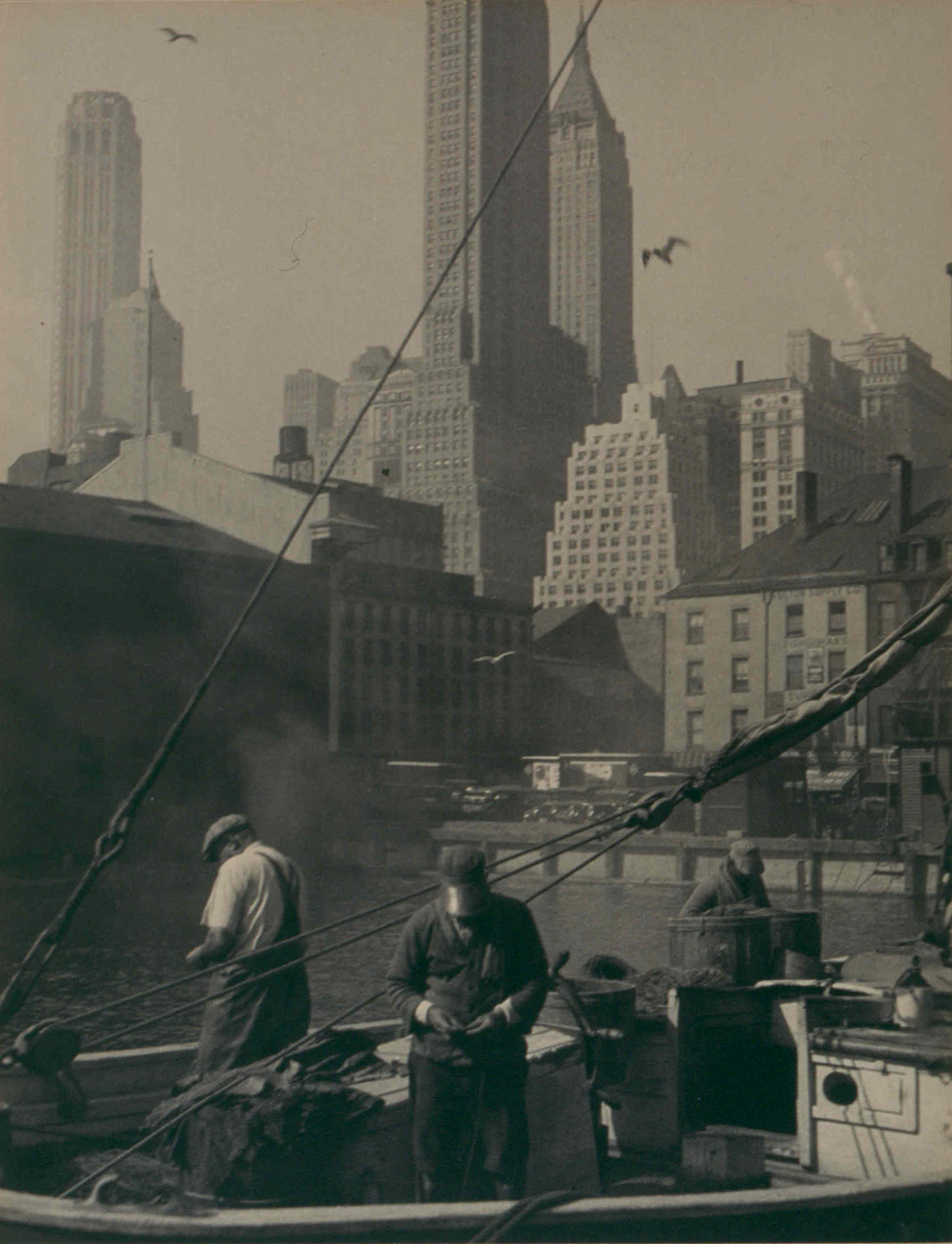
Mořské ptactvo, 1930–1940

John Vanderpant (11. ledna 1884, Alkmaar – 24. července 1939, Vancouver) byl nizozemsko-kanadský fotograf, majitel galerie a spisovatel. Živil se portrétováním a zároveň se stal známým jako hlavní člen mezinárodního hnutí modernistické fotografie v Kanadě. Byl klíčovou postavou vancouverské umělecké komunity.

## Osobní život a raná kariéra
Narodil se jako Jan van der Pant 11. ledna 1884 a vyrostl v Alkmaaru. Ačkoli se očekávalo, že převezme otcovu tabákovou firmu, rozvinul umělecké vášně, zejména ty, které se týkaly hudby a literatury. Od roku 1905 do roku 1912 studoval na univerzitě v Amsterdamu a na univerzitě v Leidenu. Publikoval také několik básní v nizozemských literárních časopisech a v roce 1908 vydal svou jedinou básnickou knihu Verzen [Verses]. Jeho povídka Haar Verdriet byla publikována v roce 1908 a v lednu téhož roku publikoval časopis Nederland in Riip jeho první fotografii: zimní obraz. V roce 1910, když byl ještě registrován na univerzitě v Leidenu, začal pracovat jako fotoreportér pro časopis Op de Hoogte [Dobře informovaný]. Do roku 1913 publikoval fotograficky ilustrované články o Itálii, Portugalsku, Nizozemsku a Kanadě.
Dne 6. července 1911 se Vanderpant oženil s Catharinou over de Linden. Nakonec se stala členkou duchovního proudu Křesťanská věda a její víra měla velký vliv na jejího manžela. V roce 1911 emigrovali do Kanady a Vanderpant publikoval několik článků v nizozemských novinách a časopisech o Kanadě jako o možné nové domovině pro nizozemské farmáře. V roce 1912 Vanderpanta najala kanadská vláda, aby přednášel nizozemskému publiku o kanadské imigraci. Vanderpant a Catharina se v roce 1912 usadili v Okotoksu v Albertě, kde si otevřel fotografické studio. V roce 1916 se přestěhovali do Fort Macleod a otevřeli další studio při zachování toho v Okotoksu. Nakonec otevřel třetí studio ve městě Pincher Creek.
Vanderpantsovi měli v letech 1913 až 1917 tři děti: Annu (1913), Johna (1915) a Catharinu (1917). John ještě v dětském věku zemřel na chřipku. V roce 1919 se John a Catharina Vanderpantovi a jejich dvě dcery přestěhovali do Britské Kolumbie. Usadili se v New Westminsteru, kde Vanderpant úspěšně podnikal v oblasti portrétní fotografie.

## Život a kariéra v Britské Kolumbii
V roce 1921 se Vanderpant spřátelil s piktorialistou a fotografem žijícím ve Victorii, Harrym Uppertonem Knightem. Oba muži navštívili kanadskou malířku a spisovatelku Emily Carrovou v roce 1933 a Knight vyfotografoval Vanderpanta a Carrovou v jejím ateliéru. V roce 1924 se Vanderpant setkal a spřátelil s restauratérem a amatérským fotografem Johanem Heldersem. Oba používali tiskový proces s bromidem stříbrným a papír Kodak P.M.C. No. 8. Z Heldersova díla se zachovalo jen málo, ale mezi jeho nejznámější tisky patří portrét Yousufa Karshe.
Vanderpant se stal aktivním účastníkem mezinárodních salonů, získal několik ocenění, certifikátů a medailí. Jeho fotografické práce zprostředkovávaly poutavé efekty světla a stínu, textur a kompozic. V roce 1920 založil New Westminster Photographic Salon jako součást galerie Fine Arts Gallery na výroční provinční výstavě v Britské Kolumbii. V jednu chvíli tento salon vystavoval 1400 tisků z 23 zemí. Od roku 1923 do roku 1929 Vanderpant hostil New Westminster Salon of Pictorial Photography (jediný mezinárodní salon v západní Kanadě během 20. let 20. století). Kromě toho propagoval výstavy umění Britské Kolumbie a kanadských umělců, včetně dnes slavné Group of Seven. Vanderpant z fotografických salonů byl po čase rozčarován a svou účast na nich ukončil. V roce 1924 muzeum umění v San Franciscu zakoupilo Vanderpantův tisk Window Patterns. Příští rok měl samostatnou výstavu svých tisků v Královské fotografické společnosti v Londýně v Anglii. Od roku 1925 do roku 1934 putovaly samostatné výstavy jeho prací po Kanadě, Spojených státech a Evropě.
V roce 1926 Vanderpant uzavřel partnerství s Haroldem Mortimerem-Lambem (těžební inženýr, fotograf, malíř a novinář) a 26. března 1928 otevřeli galerii Vanderpant Galleries na adrese Robson Street 1216 ve Vancouveru v Britské Kolumbii (partnerství skončilo v roce 1929). Pod vlivem Vanderpanta se galerie stala centrem umění, hudby a poezie ve Vancouveru. Členové Vancouver Poetry Society často pořádali setkání a čtení v galeriích a také na několika galavečerech; studenti z Vancouver School of Decorative and Applied Arts, BC College of Arts a hudební fakulty z University of British Columbia navštěvovali hudební večery, aby si poslechli importovanou symfonickou hudbu hranou na gramofonu Vanderpant's Columbia. V galeriích vystavovali malíři jako Emily Carr, A. Y. Jackson, Jock Macdonald, Max Maynard, Frederick Varley a W. P. Weston. V roce 1931 navíc Vanderpant vystavoval pravděpodobně první kanadskou výstavu tisků od amerických fotografů Imogen Cunninghamové a Edwarda Westona. Oba ocenili Vanderpantovy fotografie a Weston uvedl, že Vanderpantova práce měla „představivost, formu,... a vitalitu“.
Zatímco Vanderpant začínal jako piktorialista, jeho tvorba se posunula od měkkých a romantizovaných obrazů k modernističtějším kompozicím. Nikdy však nebyl nepříznivý vůči úpravám jako například zesvětlování, ořezávání nebo zvětšování; ani zcela neopustil měkké zaostření. V polovině 20. let začal fotografovat obilné elevátory na svůj formát 6,5 x 9 cm. Kamera Ansco s anastigmatickou čočkou f/63. V roce 1929 cestoval po střední Kanadě a měl samostatnou výstavu v hotelu Royal York v Torontu a jednu v Chateau Laurier v Ottawě. Jeho fotografie se stala více experimentální a modernistickou. V roce 1930 se ujal zakázky pro kanadskou tichomořskou železnici, která vedla z Vancouveru do Quebecu. V roce 1932 měl Vanderpant samostatnou výstavu ve Vancouverské umělecké galerii, která demonstrovala jeho fascinaci krásou každodenních předmětů, jako je balicí papír, žárovky, hromady nádobí nebo knih nebo bloky dřeva. Od 20. let 20. století fotografie obilných výtahů Vanderpanta jedinečně reprezentují „kanadskou průmyslovou architekturu“. Detailní záběry ovoce a zeleniny byly také způsobem, „jak zdůraznit rytmus a krásu designu v... přírodní architektuře.„
Ekonomické potíže spojené s obdobím deprese ovlivnily Vanderpantův obchod a zdraví a kolem roku 1937 přestal fotografovat. Zemřel na rakovinu plic ve Vancouveru v roce 1939, ve věku pětapadesáti let, a zanechal po sobě svůj ateliér a rozsáhlé množství práce.

## Uznání
V roce 1926 byl Vanderpant poctěn jmenováním členem Královské fotografické společnosti Velké Británie v Londýně. V roce 1934 byl prvním vancouverským umělcem, který měl samostatnou výstavu v Seattleské umělecké muzeum. Vancouverská umělecká galerie pořádala výstavy jeho tisků v letech 1932 a 1937 a retrospektivu v roce 1940. V roce 1976 Kanadská národní galerie sponzorovala výstavu jeho prací, která putovala po celé zemi. Vanderpantovo dílo je nyní ve sbírkách Library and Archives Canada, Ottawa; Kanadská národní galerie, Ottawa, Ontarijská umělecká galerie; Toronto; Leidenská univerzita, Nizozemsko; Los Angeles County Museum of Art, Los Angeles, CA; historické centrum a muzeum New Westminister, New Westminister, Britská Kolumbie; Rijksmuseum, Amsterdam; a Vancouverská umělecká galerie.

## Galerie

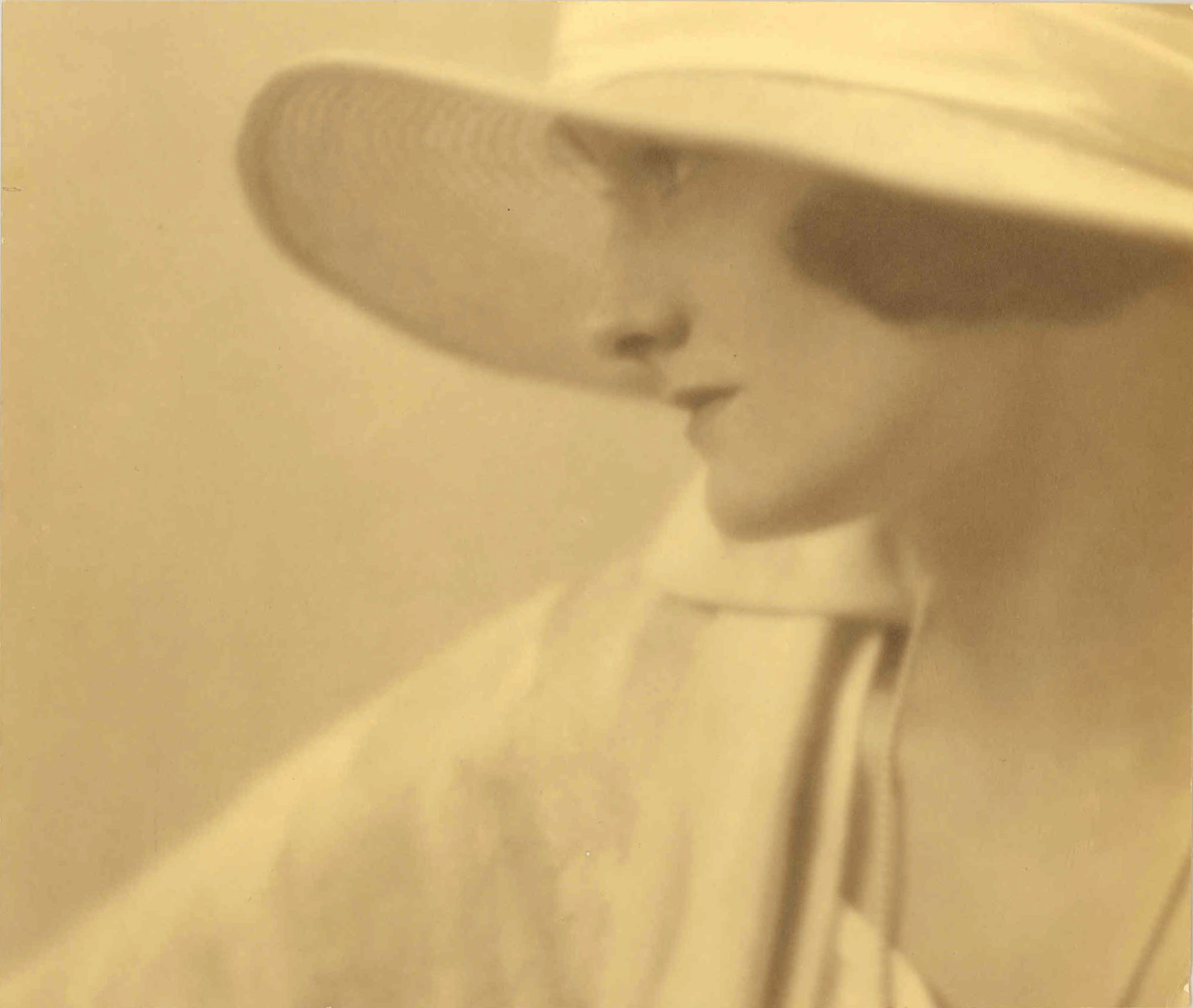
Gladys
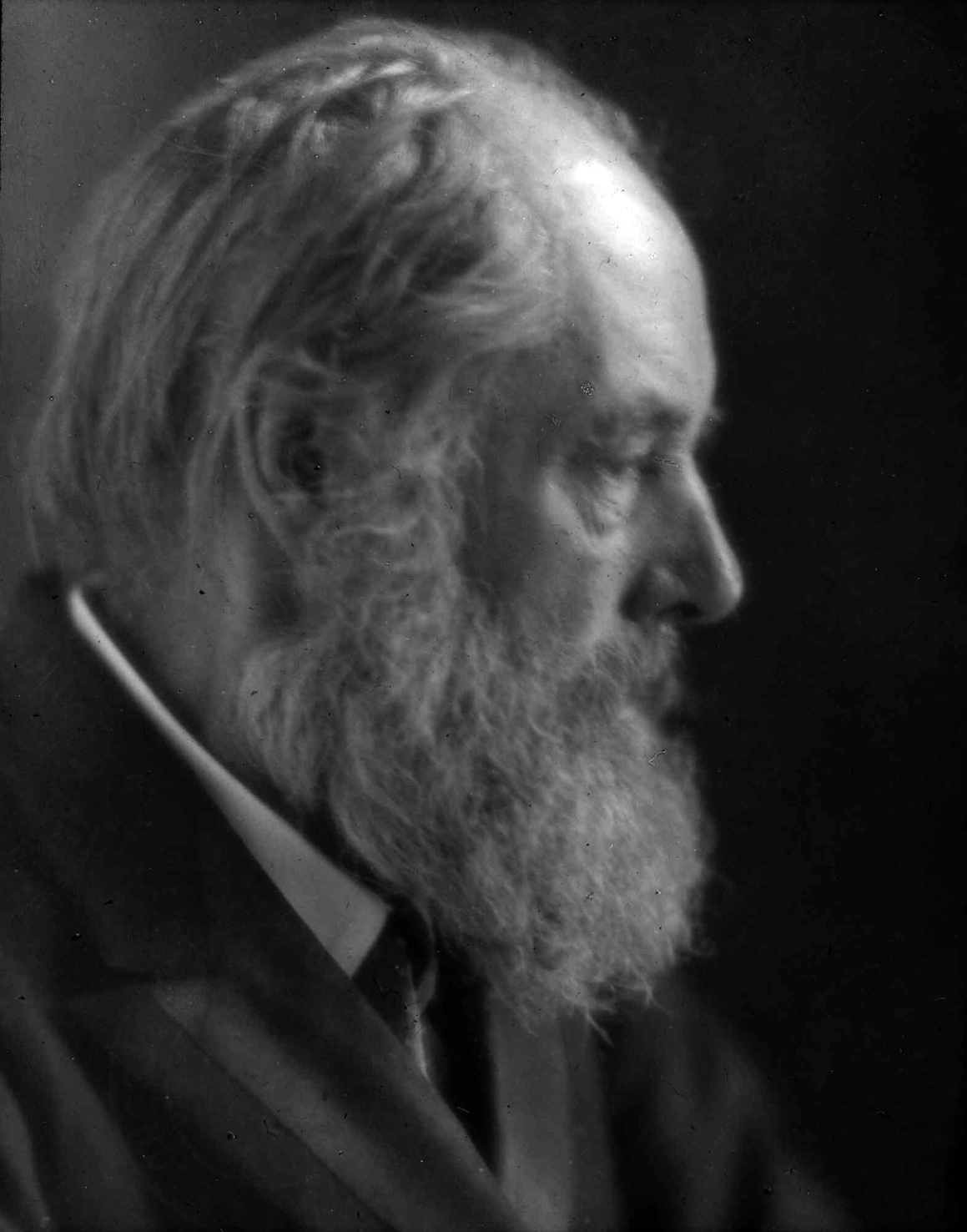
Haris [Pro...]
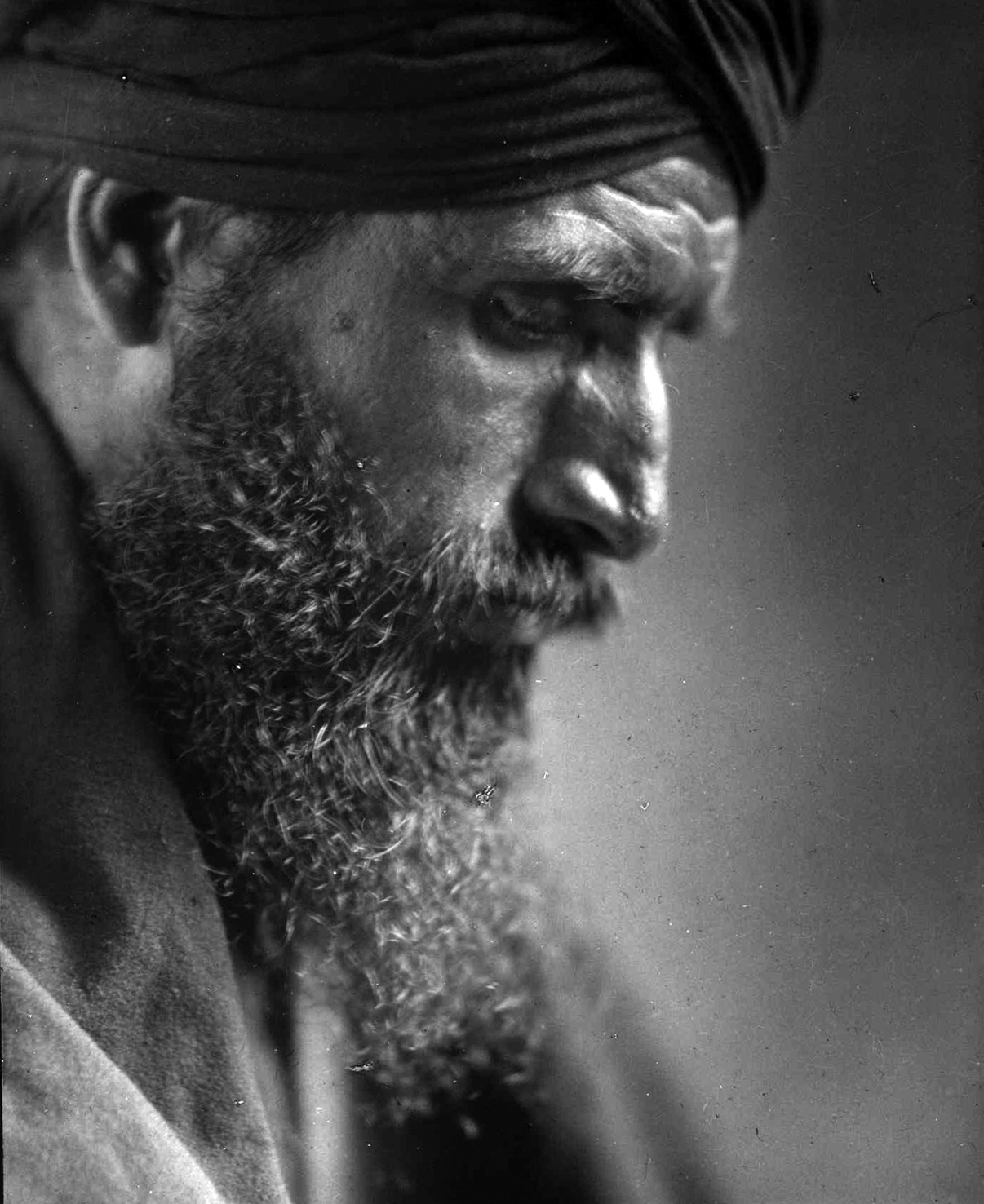
Syn východu
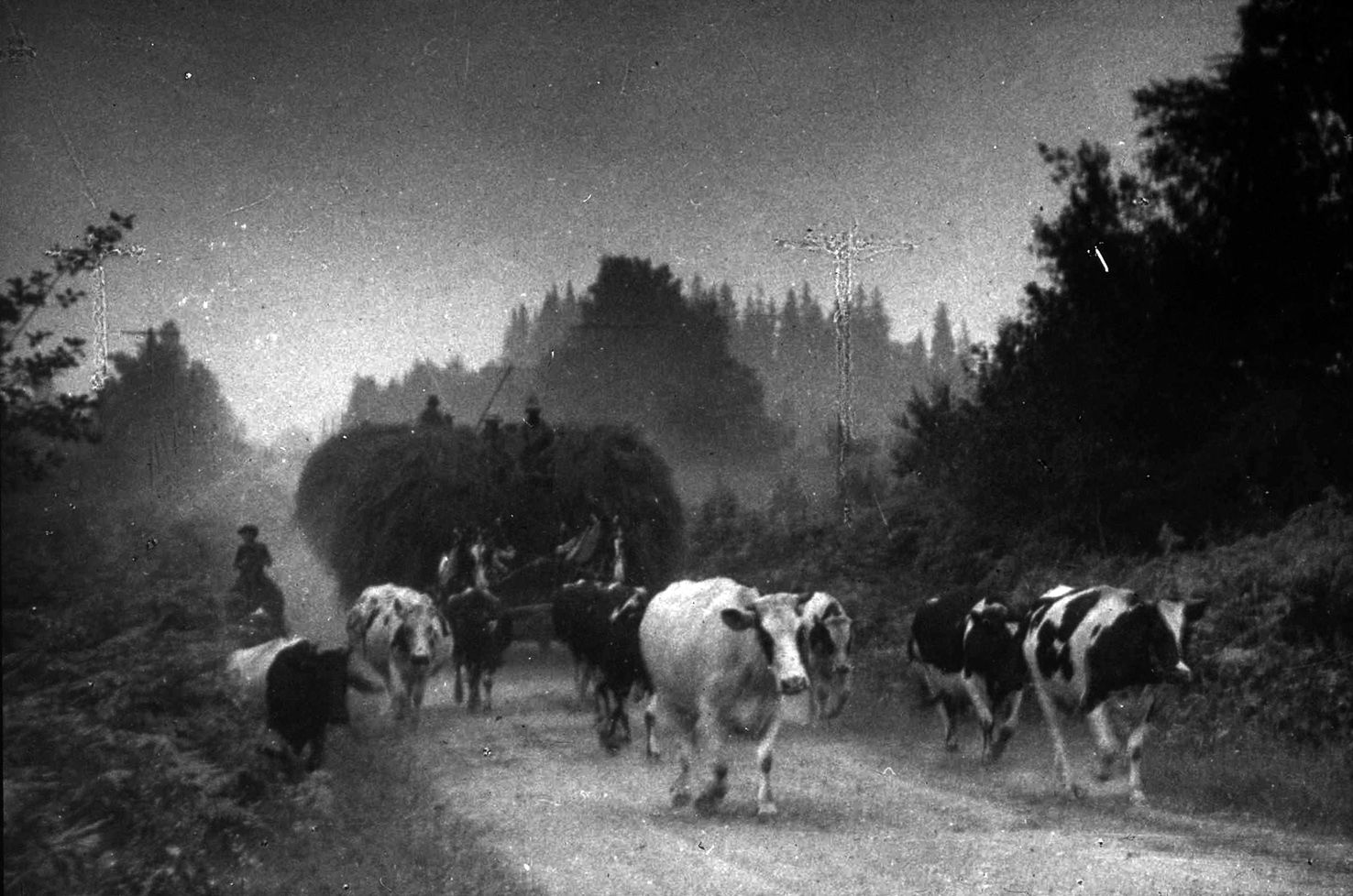
Plahočí se domů
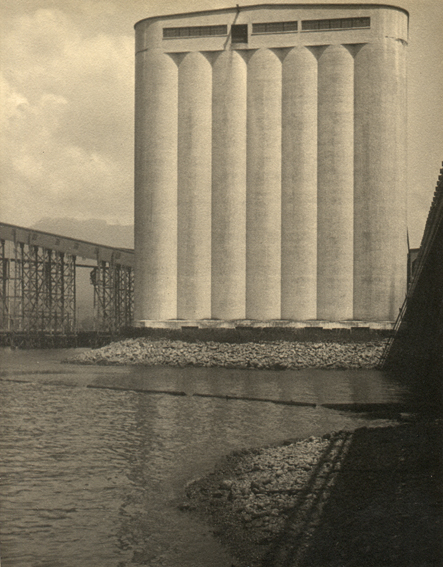
Bez názvu
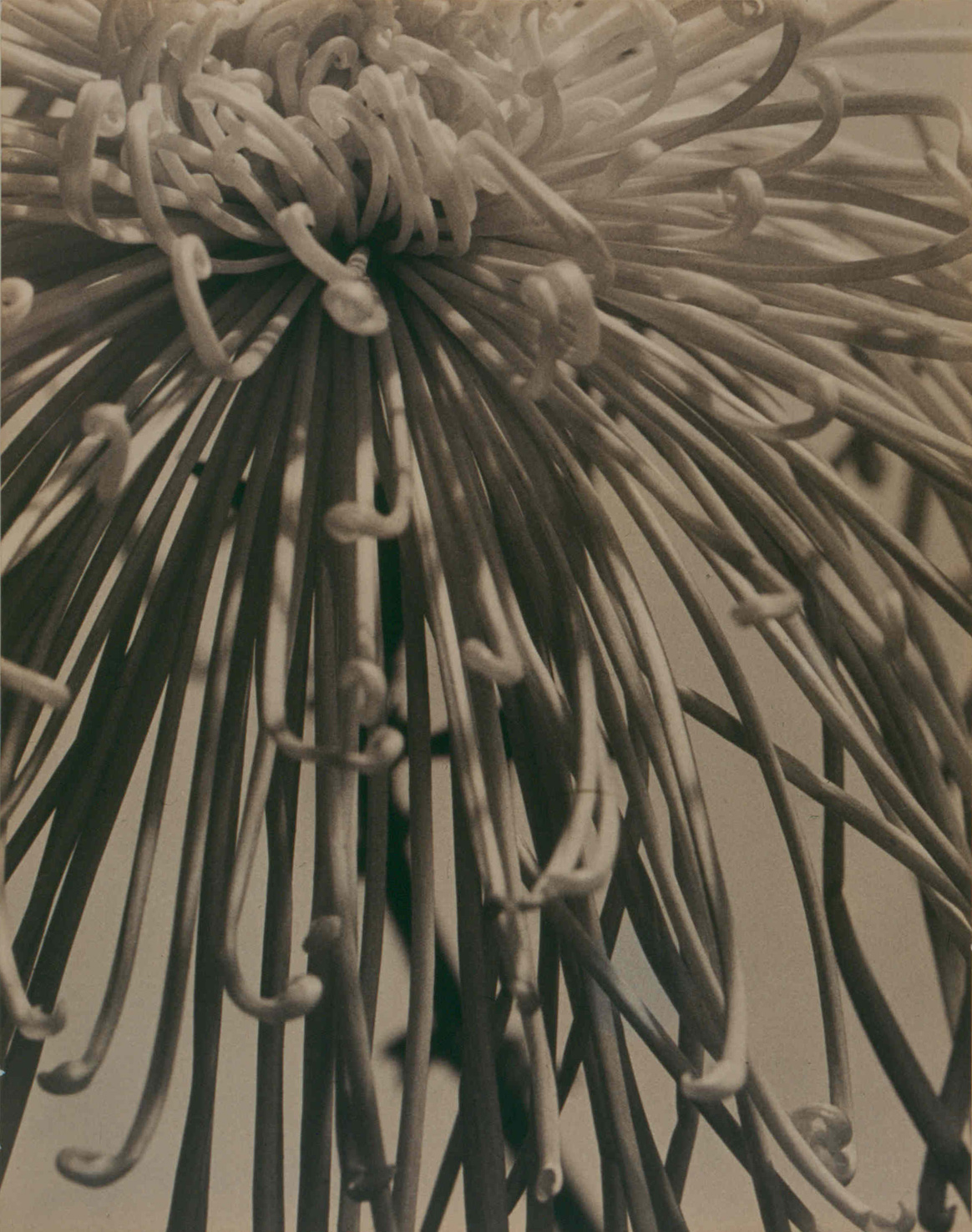
Variations on a theme
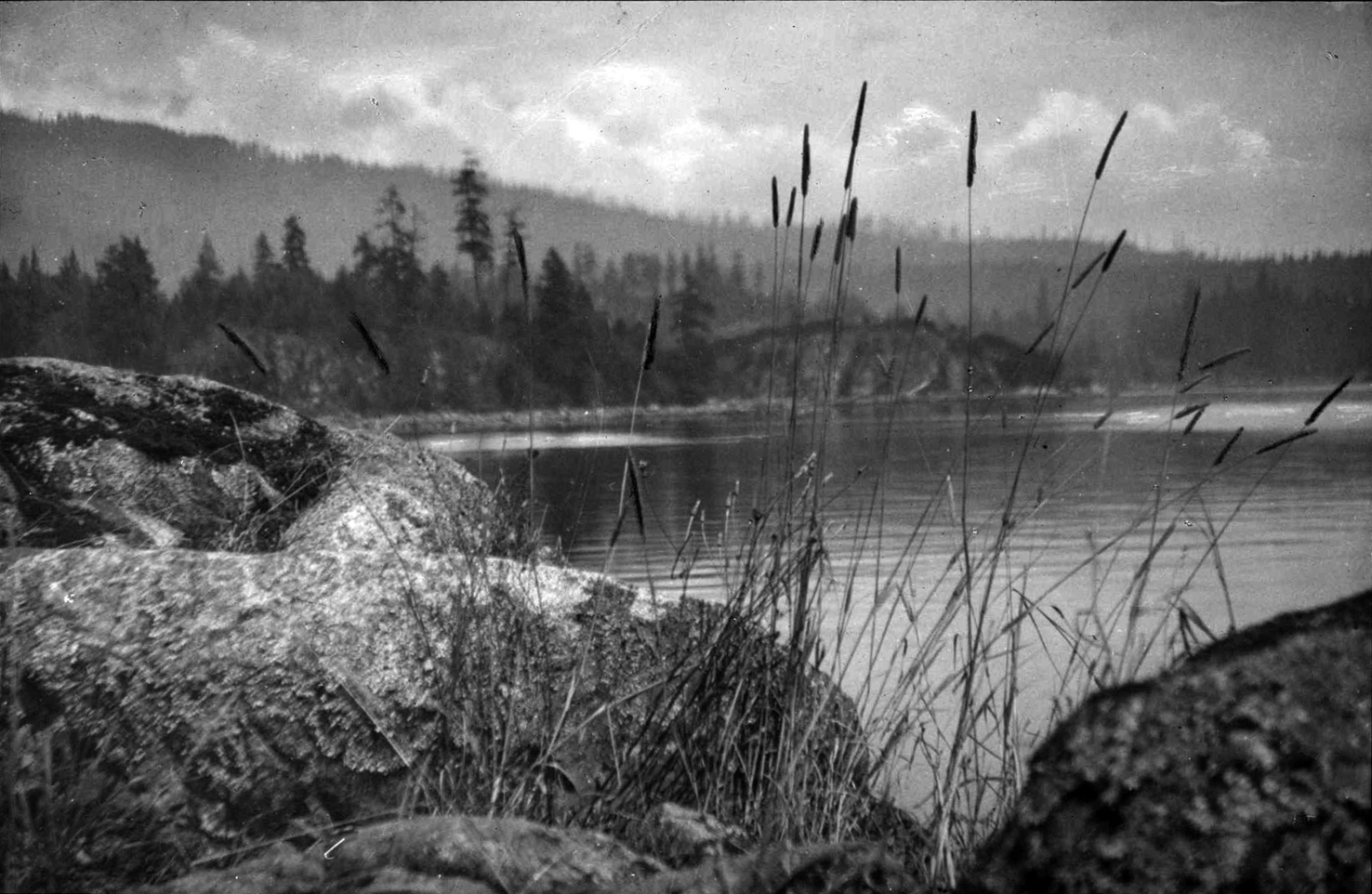
A fan of grasses
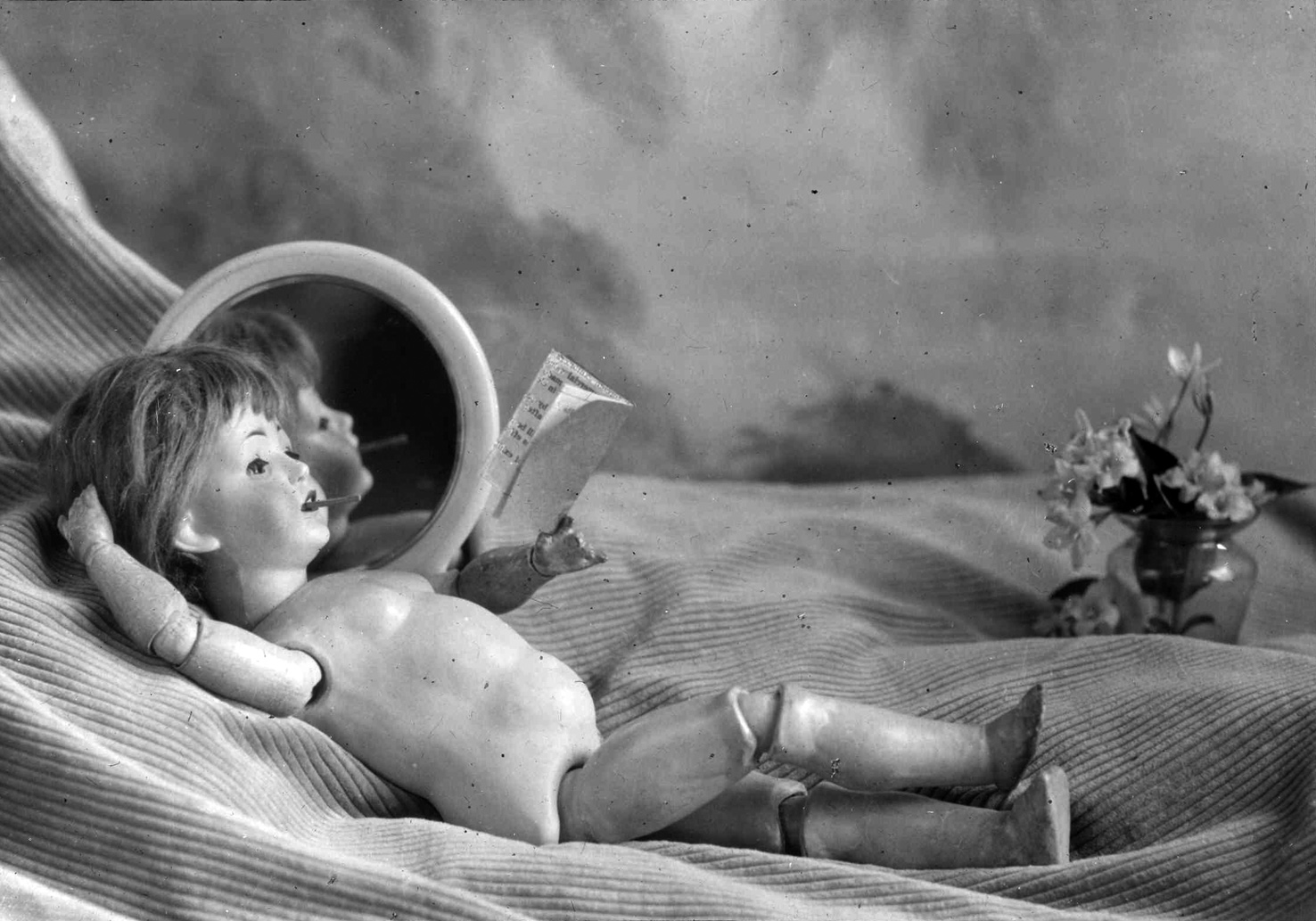
A wicked generation
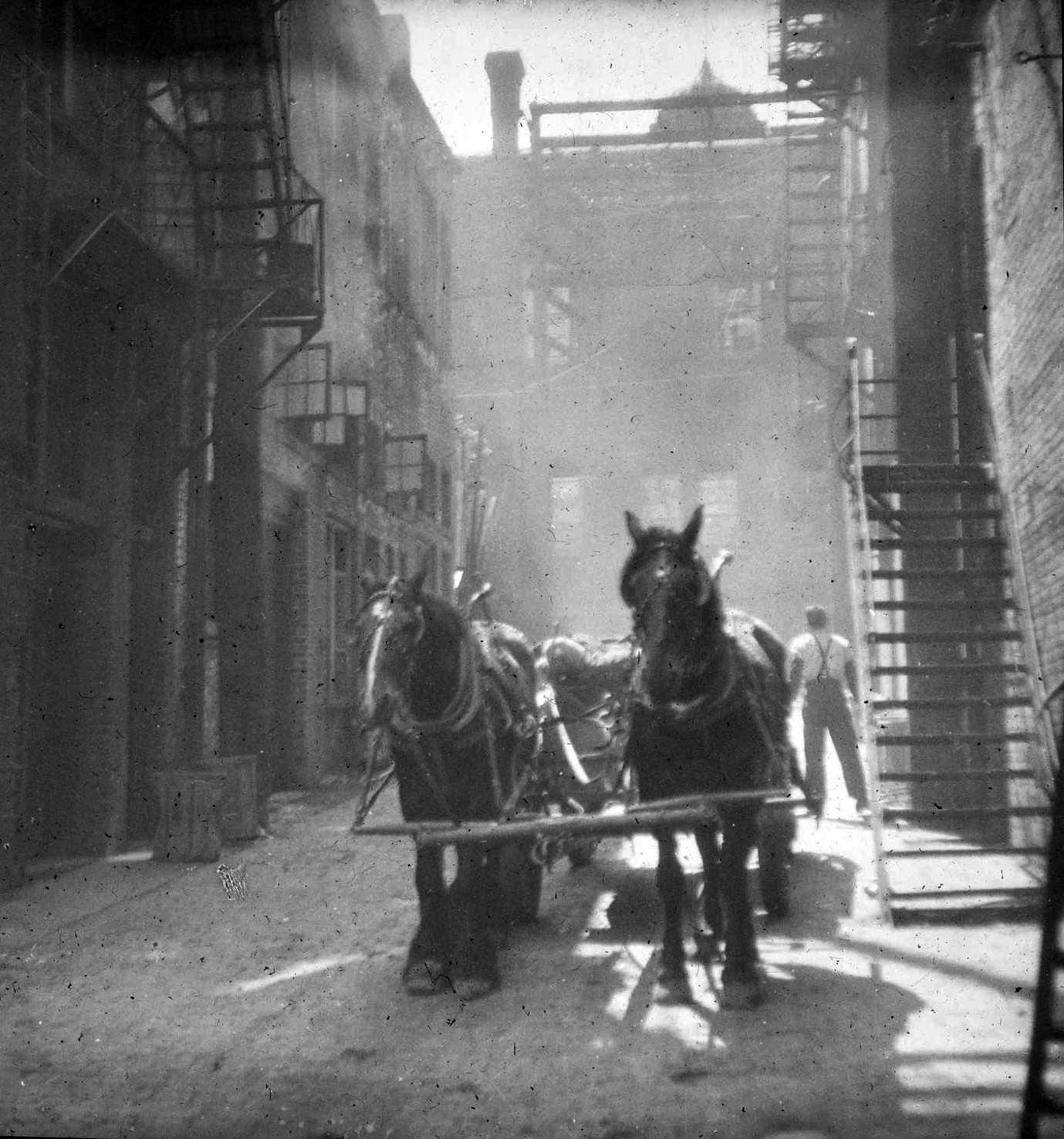
Allies of the alley
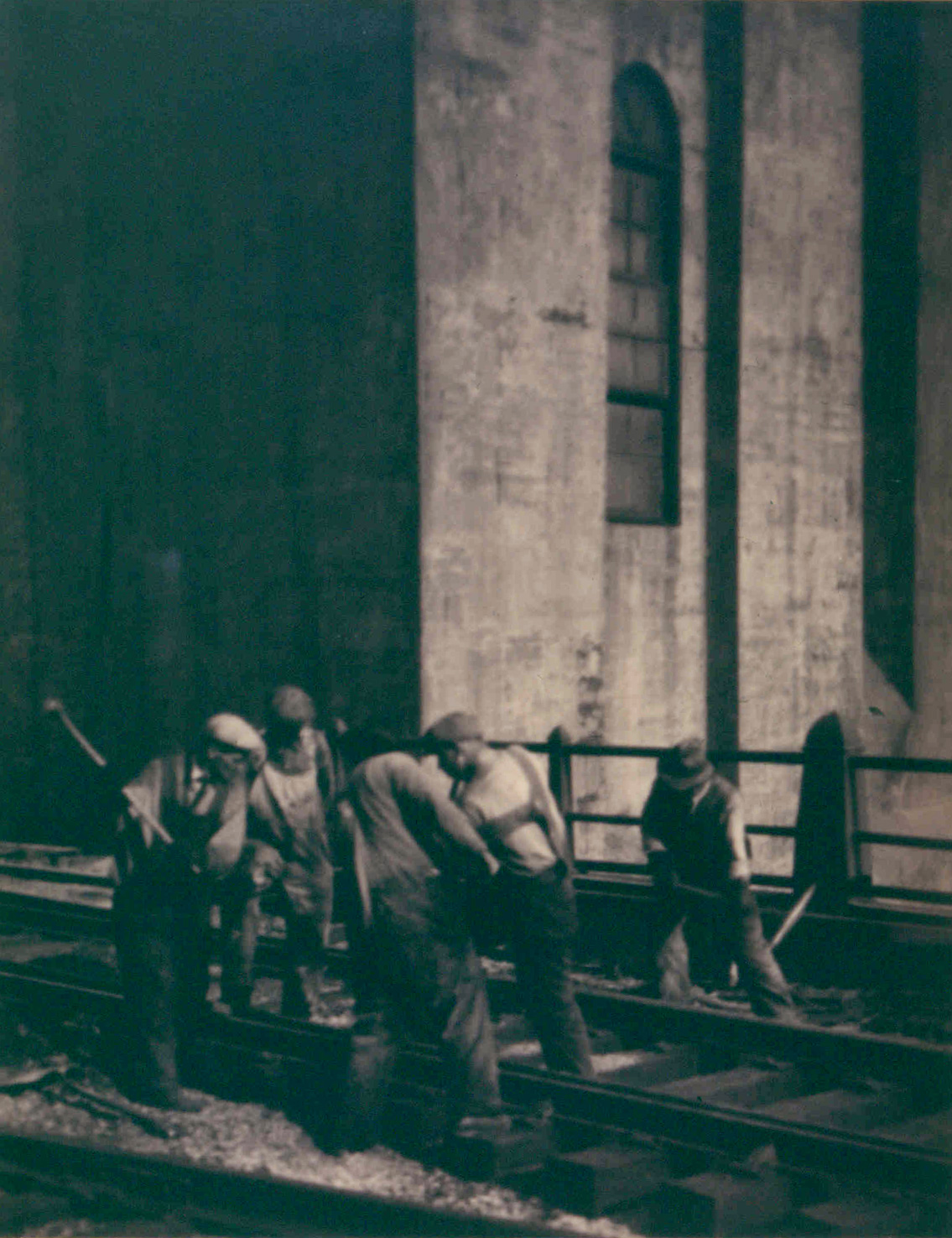
Stavbaři
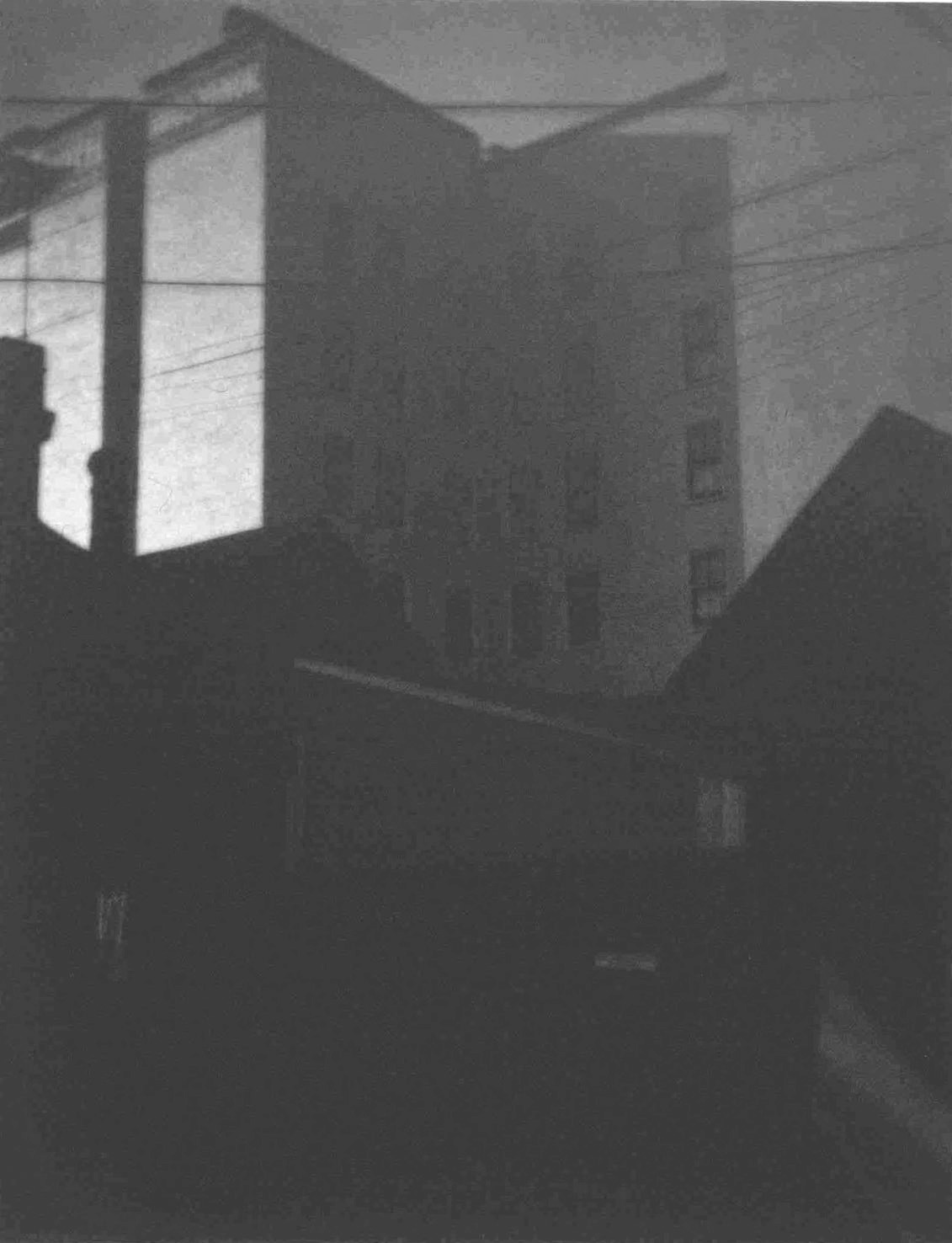
City Pattern
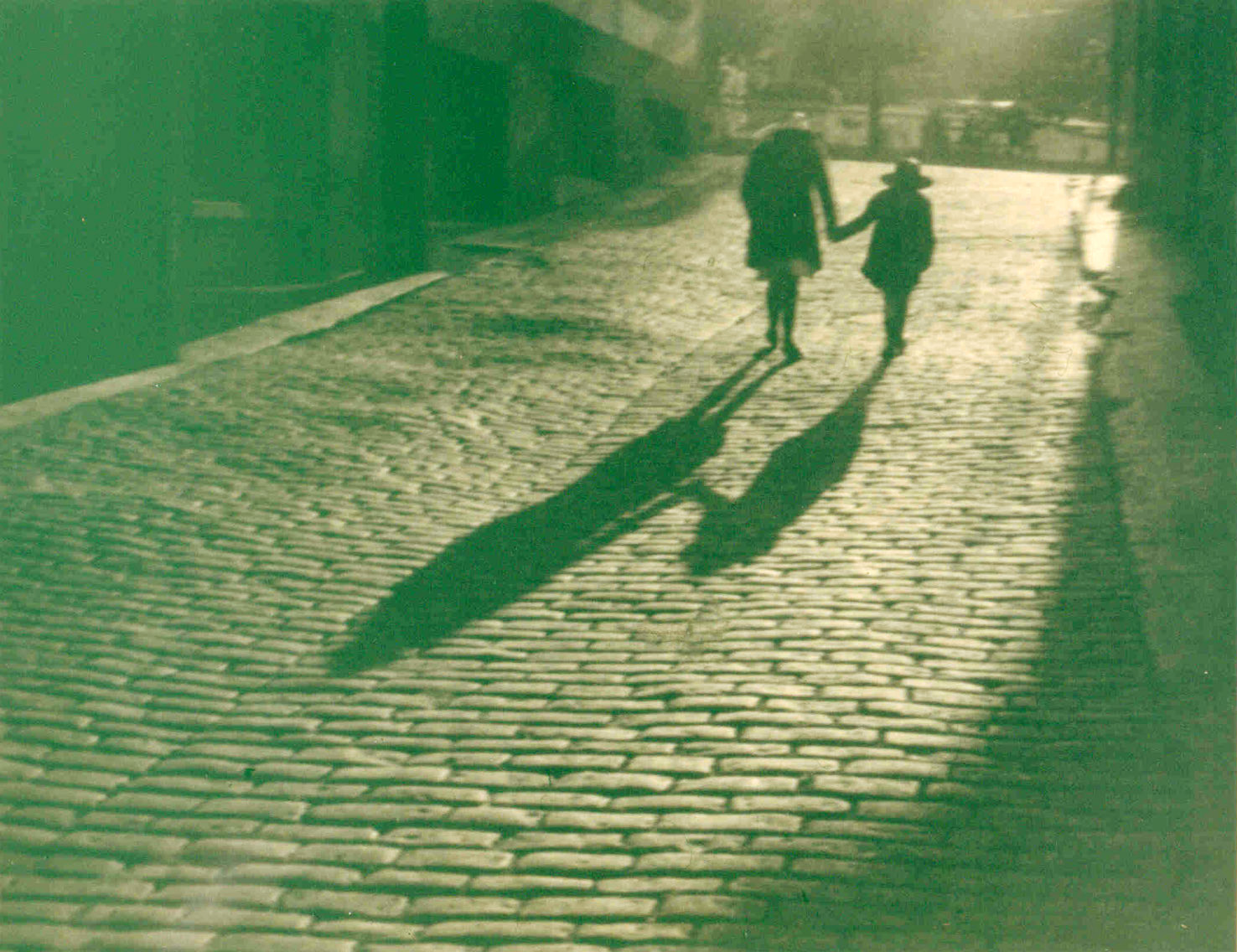
Dlažební kostky